# Qəriblər
Qəriblər è un comune dell'Azerbaigian situato nel distretto di Masallı. Conta una popolazione di 1 538 abitanti.